# Ashigaru

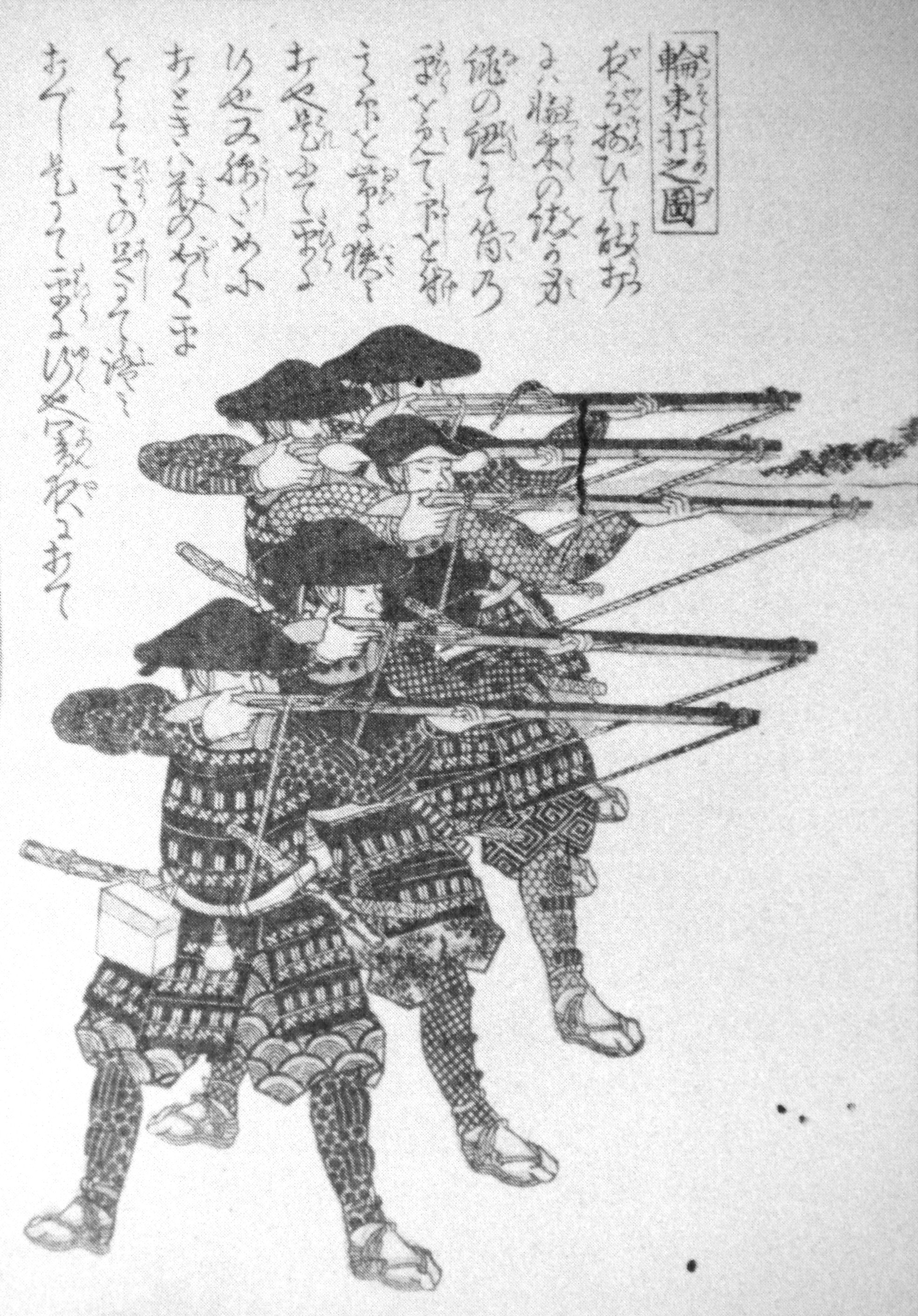
Ashigaru poartând armură și jingasa trăgând în tanegashima (chibrituri japoneze).

Ashigaru (足軽 "persoane agile"?) erau infanteriștii recrutați în clasa samurailor din perioada Japoniei feudale. Prima menționare cunoscută despre ashigaru a fost făcută în secolul al XIV-lea,  dar aceasta a fost în timpul shogunatului Ashikaga - perioada Muromachi, utilizarea ashigaru-lui devenind din ce în ce mai des folosită de către diverse clanuri războinice. 

## Originile
Mai multe încercări de a avea o recruta și înfiinta o armată națională au fost făcute de către Împăratul Tenmu (673-686), dar aceasta a eșuat, iar mai apoi, în secolul al X-lea, Japonia s-a bazat pe proprietarii de terenuri pentru a recruta bărbați în cazul conflictelor sau războaielor. Acești proprietari de pământ care aveau cai au reprezentat începutul clasei de samurai, iar bărbații care lucrau pământul pentru unii proprietarii de terenuri, au devenit soldații obișnuiți (infantieri) în timpul războiului. Acești soldați puteau să fie persoane care doar să aibă legături vechi sau doar să dea dovadă de loialitate față de propietarii pământurilor, tradiție ce s-a păstrat de-a lungul a mai multor generații.  
Samuraii (proprietarii de pământ), împreună cu soldații țărănești, au luptat în multe războaie și conflicte, inclusiv invaziile mongole din Japonia în 1274 și 1281. Războiul permanent dintre secolele al XIV-lea și al XVI-lea a făcut necesară recrutarea unor soldați țărani fără o loialitate specială. Plătiți doar cu prada din jafuri, acești mercenari nu erau bine pregătiți și astfel nu puteau fi întotdeauna în stare să lupte. Acești soldați hoinari au devenit în cele din urmă ashigaru . 

## Arme și armuri

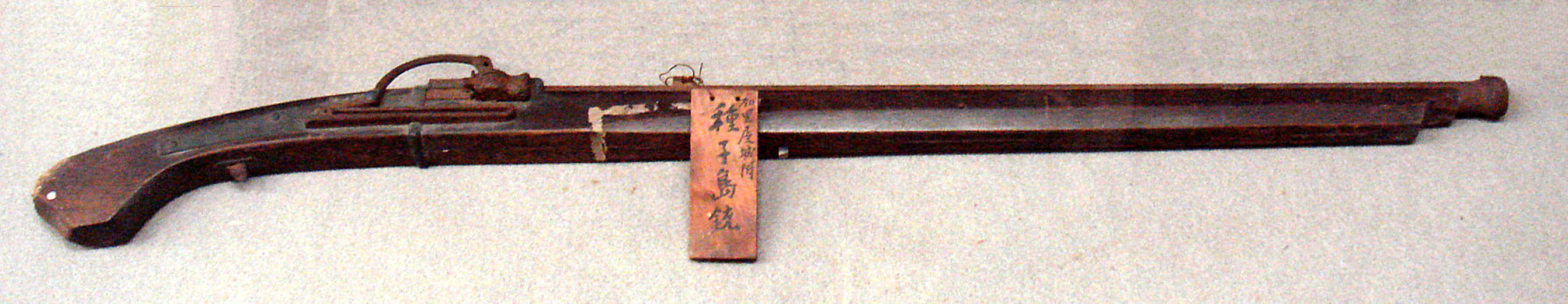
O simplă Tanegashima nedecorată, acest tip de armă a fost folosit de ashigaru.

Ashigaru erau în mod obișnuit înarmați cu naginata, yari, yumi și săbii .  Armura armatei Ashigaru a variat de-a lungul timpului, începând fără nicio armură până la o armură grea ce putea consta în pălării conice numite jingasa din piele bătută sau din fier lăcuit, cuirasses ( dō ), căști ( kabuto ), glugi ranforsate ( tatami zukin ), mâneci ranforsate ( kote ), genunchiere și tibiere ( suneate ) și armuri pentru coapse ( haidate ). 
Războiul din perioada Sengoku (secolele al XV-lea și al XVI-lea) a necesitat cantități uriașe de armuri pentru armatele ashigaru ce se aflau într-o continuă creștere. Simplă întarire a  armurii pentru coapsă și caștilor au fost produse în masă, inclusiv armuri de tatami care puteau fi îndoite sau pliate.  Armura Tatami era alcătuită din plăci de fier dreptunghiulare sau hexagonale mici, care erau de obicei prinse între ele de lanțuri și cusute pe un suport de pânză.  În secolul al XVI-lea ashigaru-ul a fost înarmat și cu arme cu flintă cunoscute sub numele de tanegashima .   Micile bannere numite sashimono erau purtate în spate în timpul bătăliilor pentru a se distinge între ei. 

## Serviciul în război

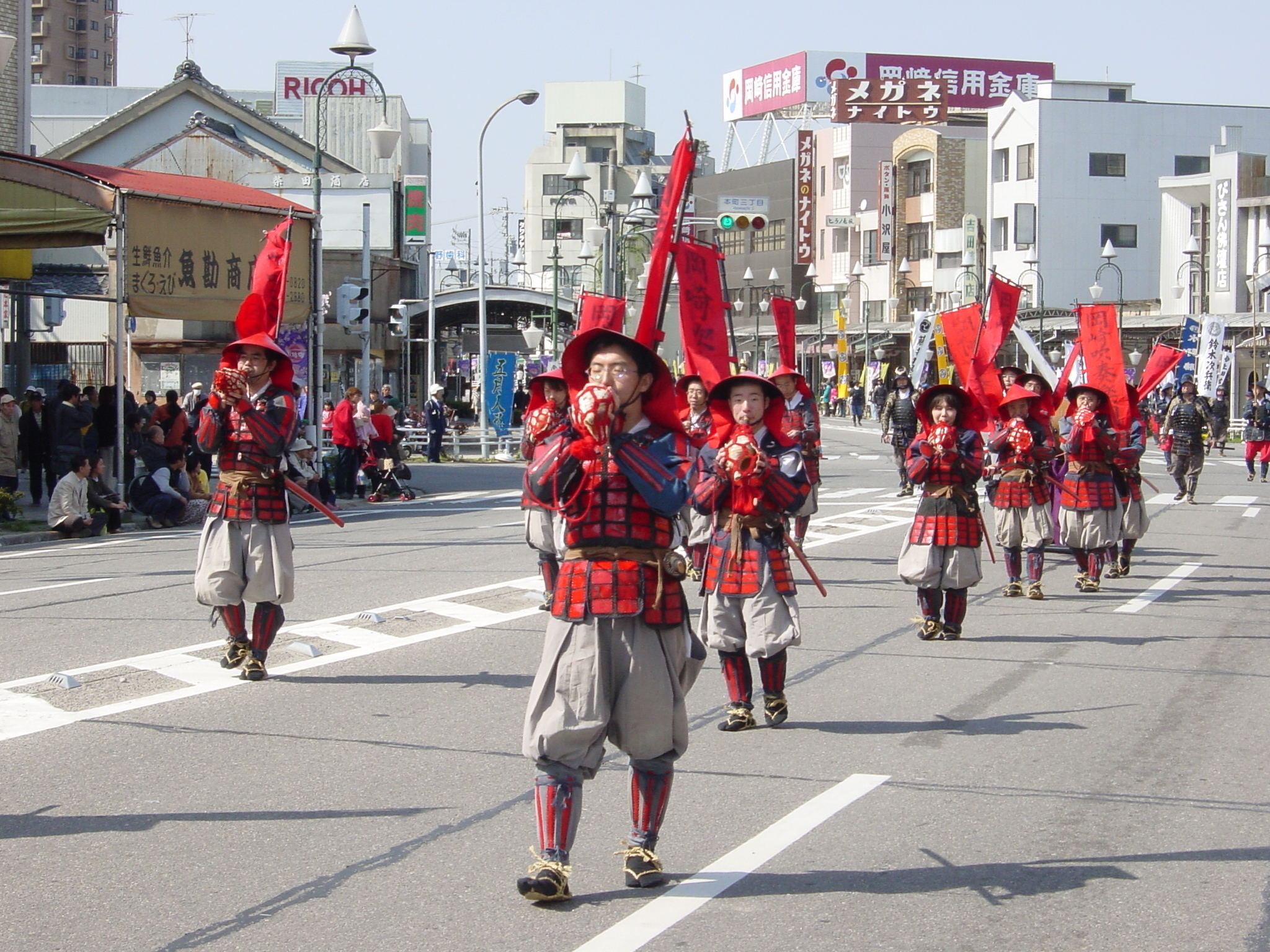
Un grup de activiști îmbrăcați ca ashigaru defilând ca parte arecuperării bătăliei de la Sekigahara.

În războiul din Onin, ashigaru erau considerate trupe nesăbuite datorită faptului că au jefuit și au ars Miyako (actualul Kyoto ). În următoarea parte a perioadei Sengoku, aspectul bătăliei s-a schimbat de la o luptă singulară la una de echipă. Prin urmare, ashigaru a reprezentat baza a multor armate feudale, iar unele dintre ele devenind chiar mai decrete decât altele. 
Celor cărora li s-a acordat controlul asupra ashigaru se numeau numiți ashigarugashira (足 軽 頭). Cel mai cunoscut dintre ei a fost Toyotomi Hideyoshi, care a ridicat, de asemenea, mulți dintre adepții săi războinici la statutul de samurai. Yamauchi Kazutoyo a fost unul dintre acei de samurai și mai târziu daimyō care s-a ridicat de la rangul de ashigaru. 

## Noile arme și tactici

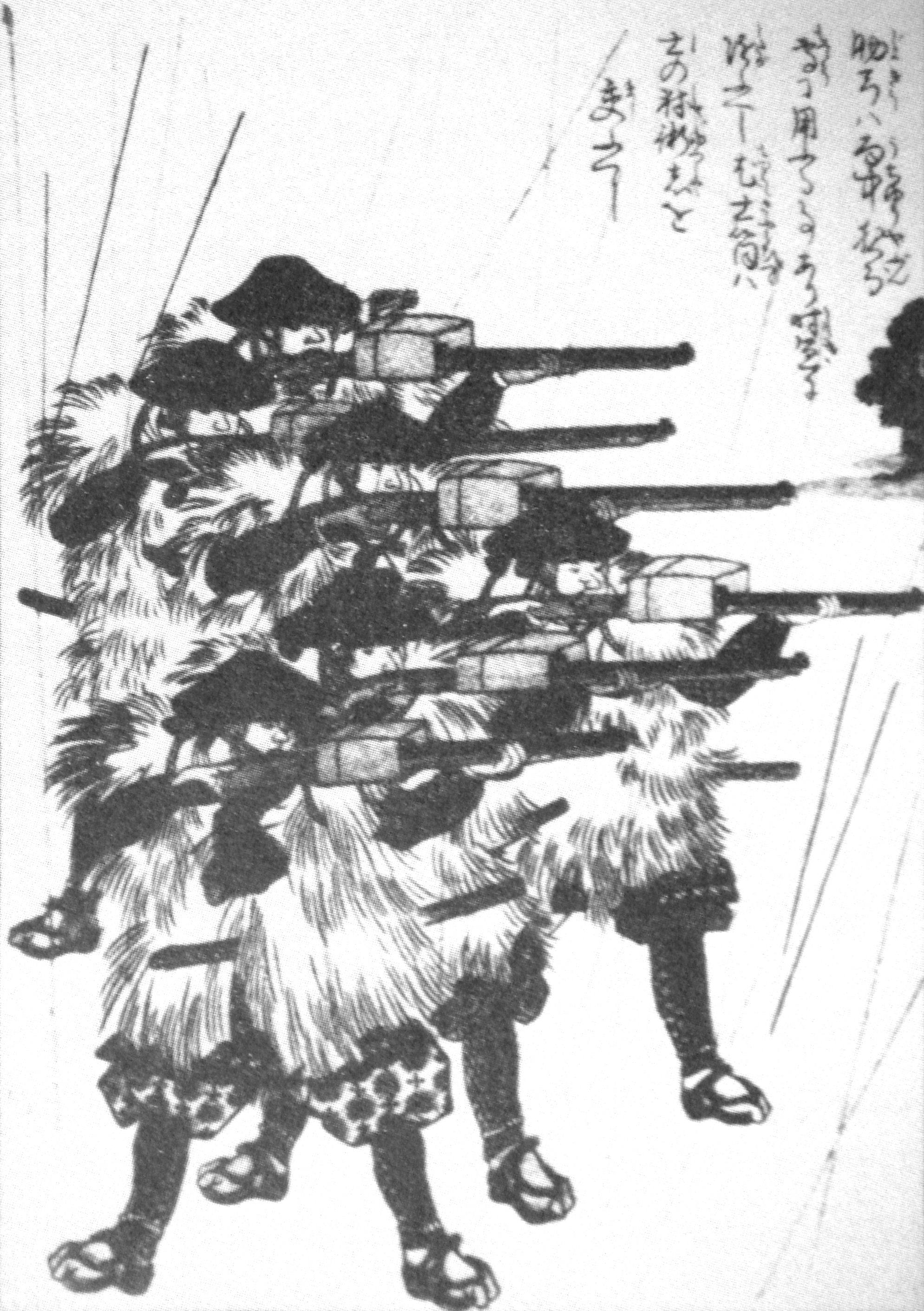
Gravură din perioada Edo al ashigaru care poartă (pelerine din paie), în ploaie, în timp ce trag în tanegashima (chibrituri japoneze).

Ashigaru a reprezentat baza armatelor samurai în perioadele ulterioare. Adevărata schimbare a ashigaru a început în 1543, odată cu introducerea armelor de foc cu flintă, de către portughezi. Aproape imediat, daimyo locali au început să-și echipeze ashigaru-ul cu noua armă care necesita puțină pregătire pentru a o utiliza cu îndemânare, în comparație cu arcul lung care a necesita mulți ani pentru a-l utiliza cu chibzuință. Pe măsură ce bătăliile au devenit din ce în ce mai complexe și forțele mai mari, ashigaru-ul au fost pregătiți mai riguros, astfel încât să își poată țină rândurile în fața focului inamic. 
Avantajul folosirii armelor cu flintă s-a dovedit decisiv în războiul contra samurailor. Preludiul acestora s-a remarcat la bătălia de la Nagashino din 1575, unde ashigaru înarmați, poziționați cu grijă împotriva clanurile Oda și Tokugawa, au contracarat forțele bine înarmate ale clanului Takeda protejând astfel liniile defensive ale clanului Oda și măcelărind armata clanului Takeda. 
După luptă, rolul ashigarusului în armate a devenit fundamental, reprezentând o opozitie foarte puternică împotriva samurailor. Avantajul a fost folosit și în cele două invazii ale Coreei în 1592 și 1597 împotriva coreenilor și mai târziu a chinezilor din dinastia Ming . Deși raportul dintre arme (flinte) și arcuri era de 2:1 în timpul primei invazii, raportul a crescut la 4:1 în cea de a doua invazie, deoarece armele s-au dovedit extrem de eficiente. 

## Întreruperea serviciului militar obligatoriu
În urma ridicării shogunatei Tokugawa, ideea de ashigaru și-a pierdut sensul. De la momentul schimbării datorate lui Oda Nobunaga, din ashigaru în soldatul profesionist, ashigaru s-a diferențiat treptat de fermieri. 
La începutul perioadei Edo, poziția ashigaru a fost fundamentală, iar nevoia de recruți a fost abandonată timp de peste două sute de ani în Japonia. Ashigaru a fost considerat a fi cel mai infim grad al claselor de samurai în unele han (domenii), dar nu în toate. 

## Galerie

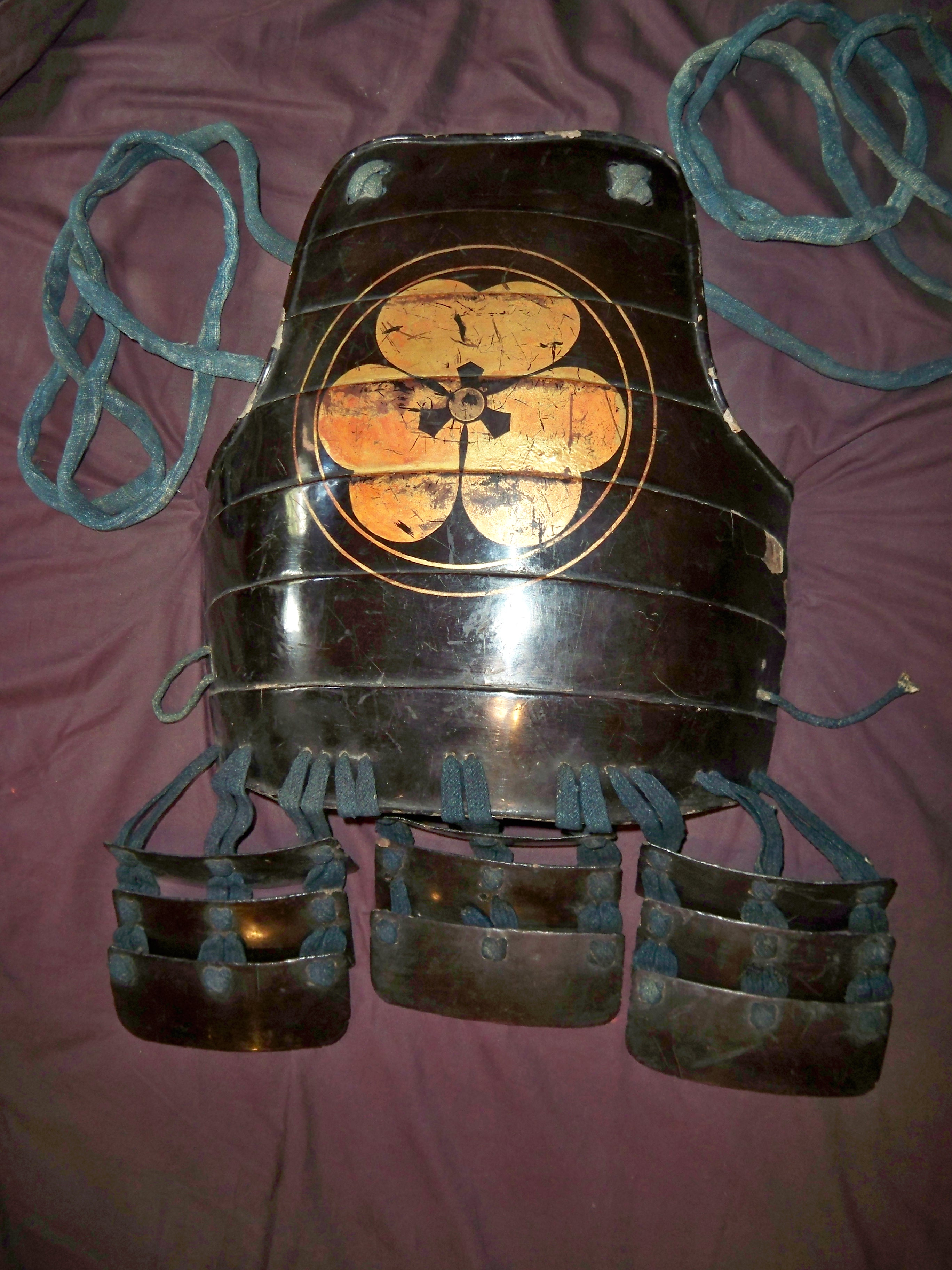
Hara-ateat platoșă dintr-o singură bucată, din perioada Edo.
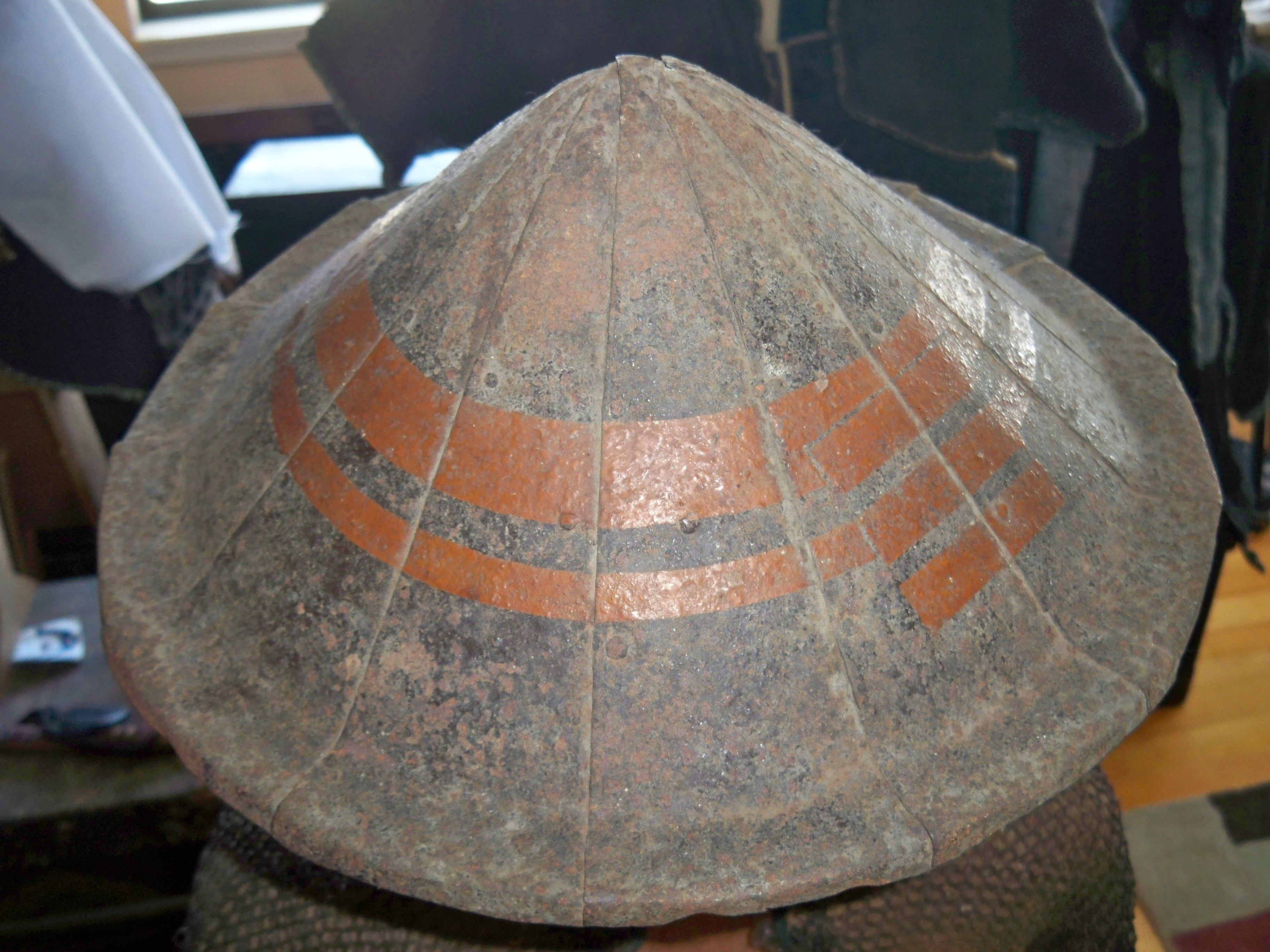
Jingasa din perioada Edo
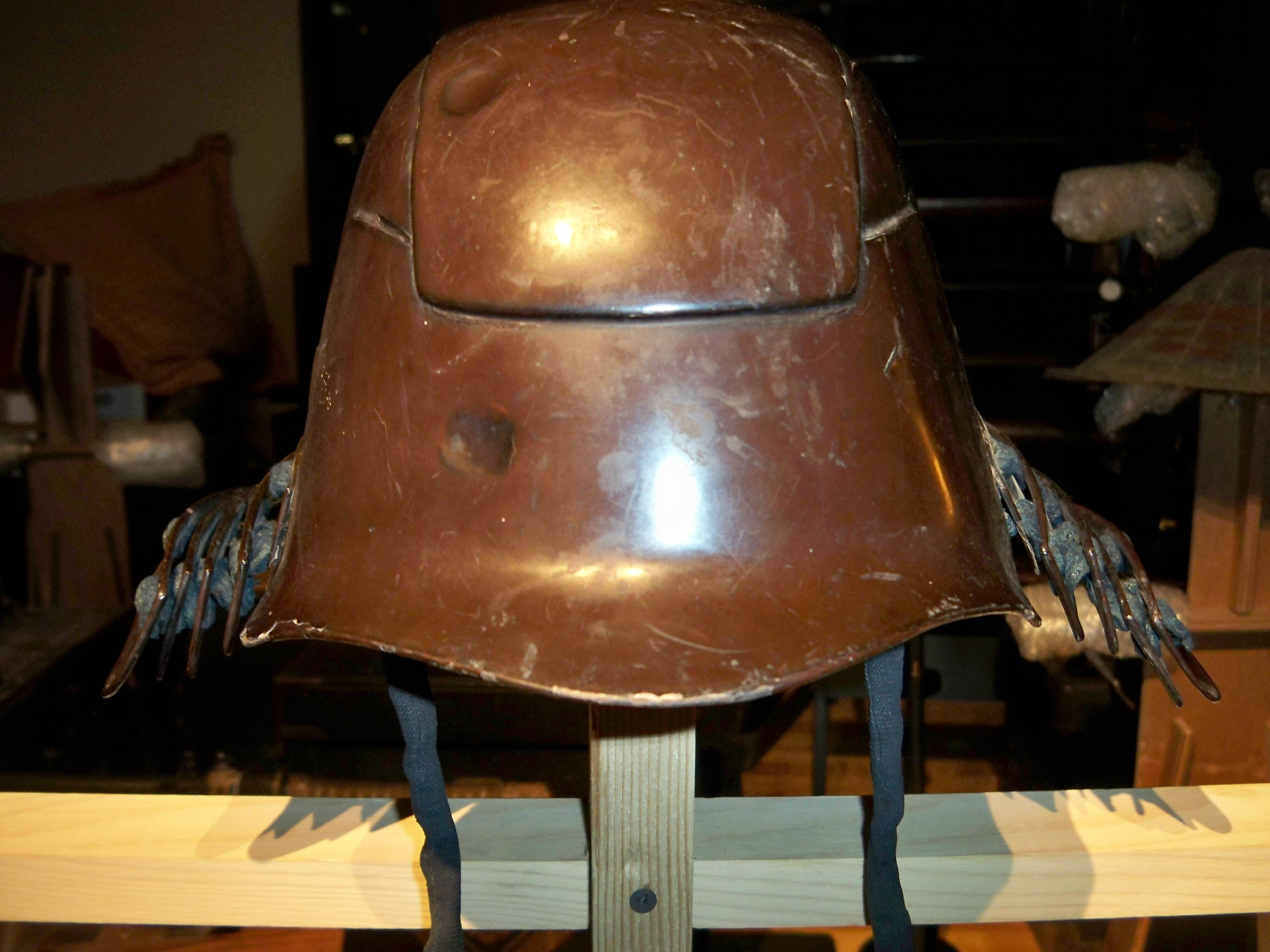
Cască Kabuto din perioada Edo, în stil zunari, simplă, fără suport pentru creastă
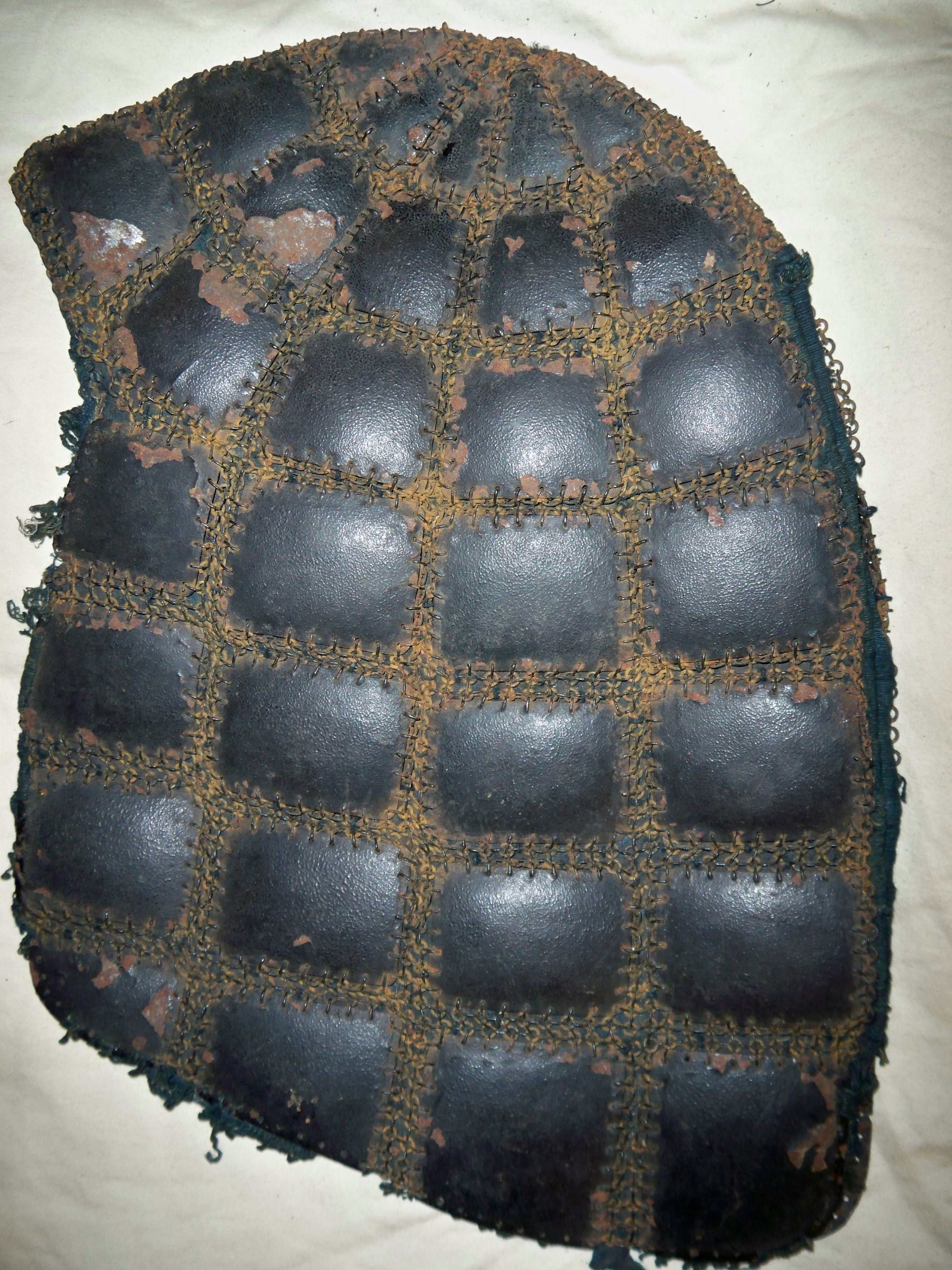
Karka zukin-period, o glugă ranforsată cu plăcuțe de fier și zale
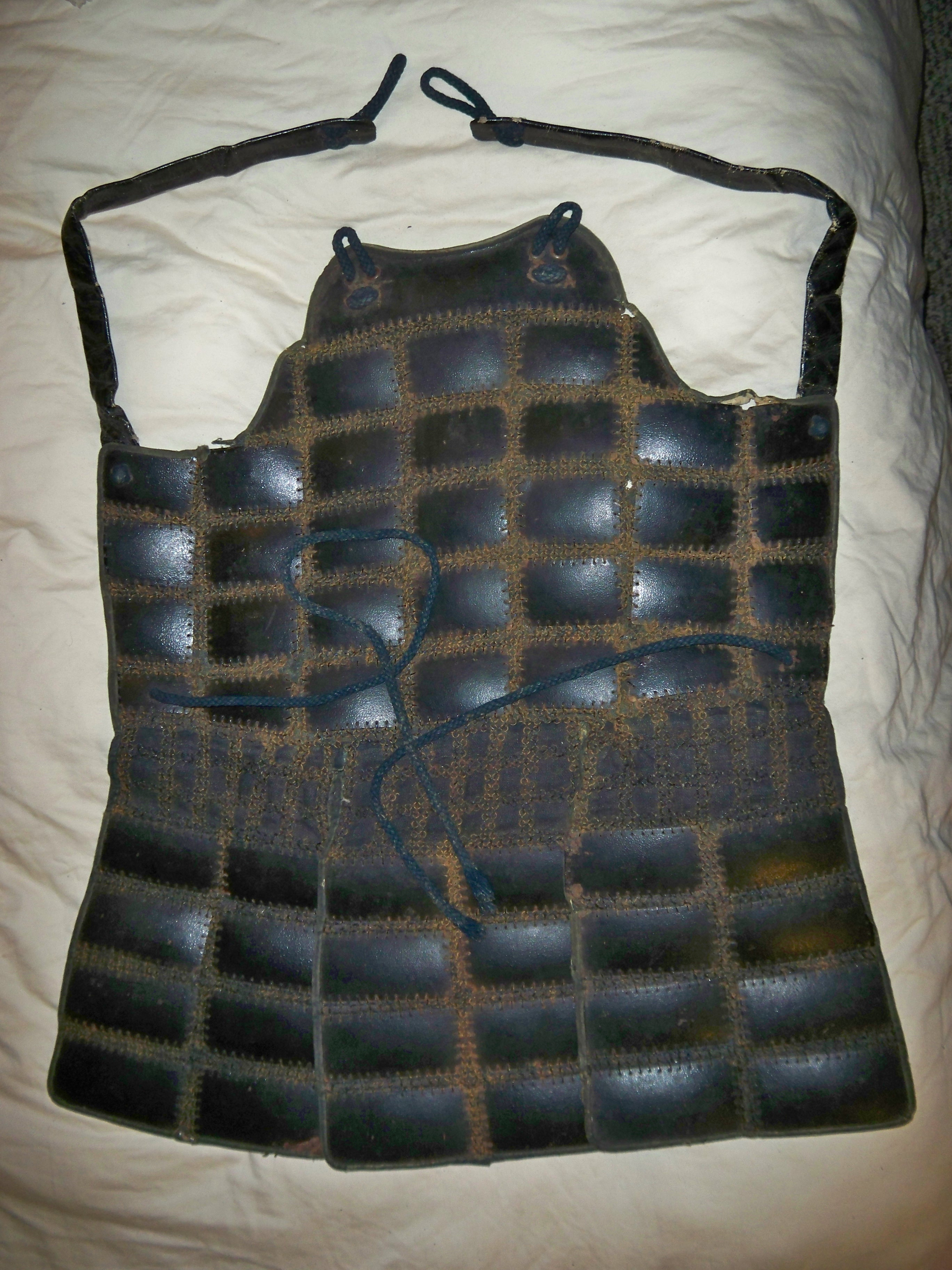
Karuta tatami din perioada Edo în stil hara-ate
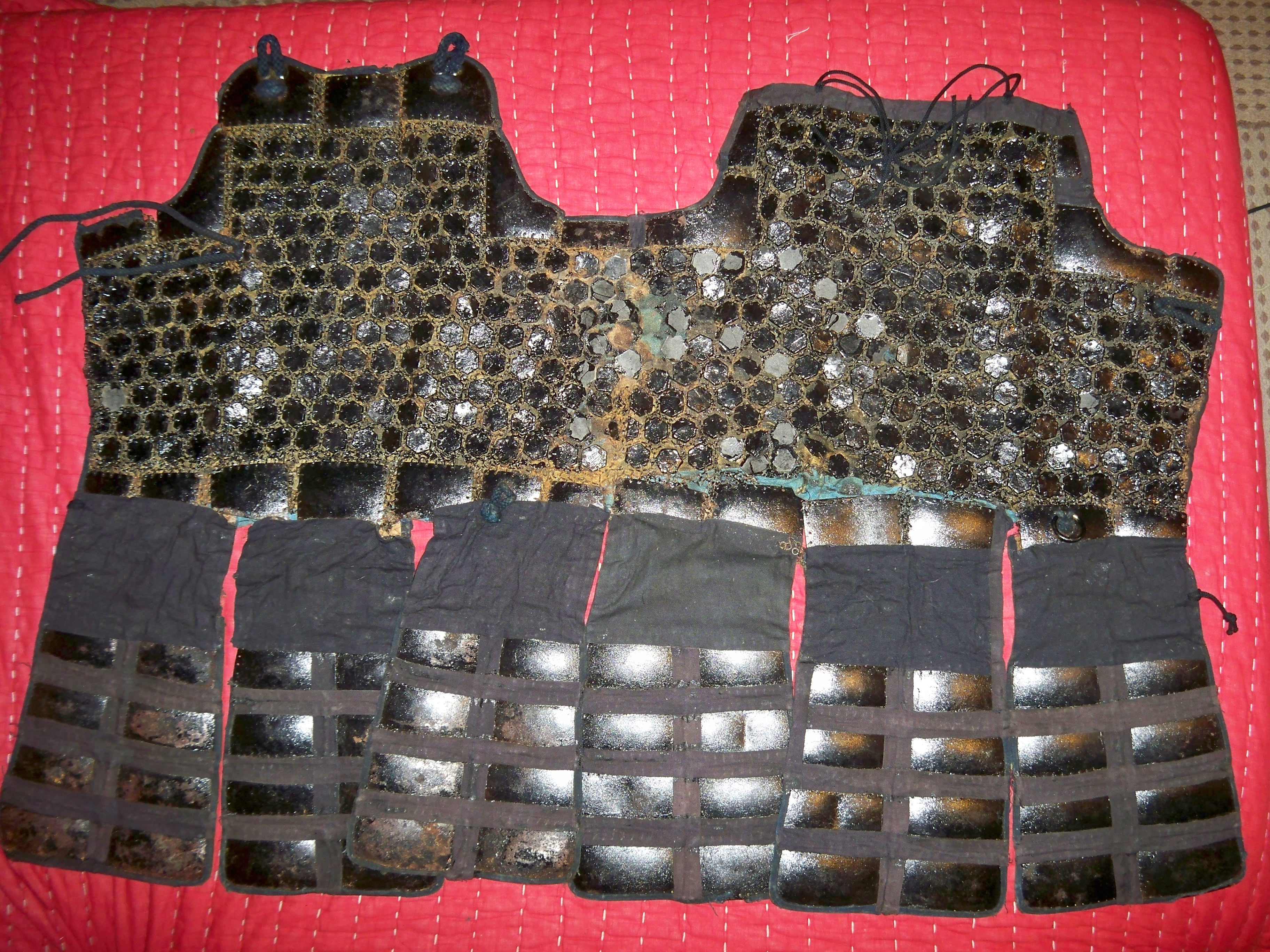
Kikko tatami dō din perioada Edo.
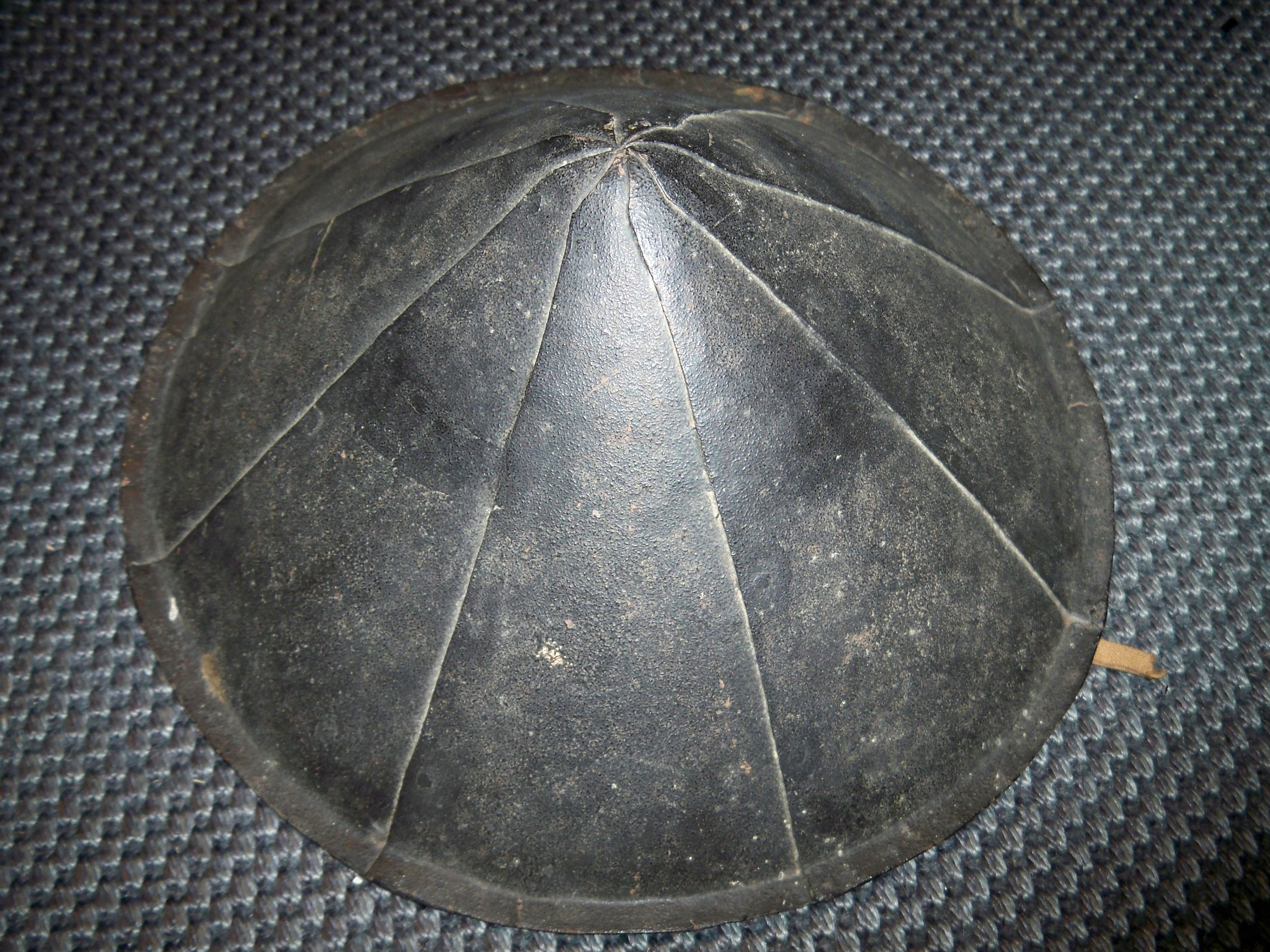
Jingasa de fier din perioada Edo